# Kate Trotter
Kate Trotter (* 5. Februar 1953 in Toronto) ist eine kanadische Theater- und Filmschauspielerin.

## Leben
Kate Trotter wurde an der Nationalen Theaterschule in Montreal zur Theater-Schauspielerin ausgebildet und ist seit Anfang der 1980er Jahre auch als Filmschauspielerin tätig. In der Serie Kung Fu spielte sie ab 1993 Captain Karen Simms. Sie war mehrmals für den Gemini Award als beste Nebendarstellerin nominiert und erhielt ihn 2003 für ihre Arbeit in der Serie Blue Murder.
2013 spielte sie Alice in Tru Love, für diese Darstellung wurde sie mit dem Iris-Preis ausgezeichnet.

## Filmografie (Auswahl)
- 1985: Nachtstreife (Night Heat, Fernsehserie, 1 Folge)
- 1988: Alfred Hitchcock präsentiert (Alfred Hitchcock Presents, Fernsehserie, 2 Folgen)
- 1993–1996: Kung Fu (Fernsehserie, 25 Folgen)
- 1996: Traders (Fernsehserie, 2 Folgen)
- 1997: Marie Curie
- 1999: Angst über den Wolken (Free Fall)
- 2000: PSI Factor – Es geschieht jeden Tag (PSI Factor – Chronicles of the Paranormal, Fernsehserie, 1 Folge)
- 2001: Relic Hunter – Die Schatzjägerin (Relic Hunter, Fernsehserie, 1 Folge)
- 2003: Jenseits aller Grenzen (Beyond Borders)
- 2003–2004: Blue Murder (Fernsehserie, 2 Folgen)
- 2004: Mord im Schilf (Plain Truth)
- 2004: Paradise Falls (Fernsehserie, 8 Folgen)
- 2004–2007: The Jane Show (Fernsehserie, 27 Folgen)
- 2008: Murdoch Mysteries (Fernsehserie, 1 Folge)
- 2010–2012: Lost Girl (Fernsehserie, 5 Folgen)
- 2011: Republic of Doyle – Einsatz für zwei (Republic of Doyle, Fernsehserie, 1 Folge)
- 2012: Upside Down
- 2013: Tru Love
- 2013–2014: Covert Affairs (Fernsehserie, 4 Folgen)
- 2015: Cold Deck
- 2015: Rogue (Fernsehserie, 1 Folge)
- 2019: The Silence